# Mus cypriacus
De Cyprusmuis (Mus cypriacus) is een knaagdier uit het geslacht Mus dat voorkomt op Cyprus. Het dier komt voor in allerlei habitats, maar is afwezig van gebieden met al te sterke menselijke invloeden. Vaak komt hij samen met de westelijke huismuis (M. musculus domesticus) voor. De soort is het nauwste verwant aan de Macedonische huismuis (Mus macedonicus) of de steppemuis (Mus spicilegus). Waarschijnlijk heeft M. cypriacus zich tijdens de Mindel-ijstijd (Midden-Pleistoceen, 650 000 tot 350 000 jaar geleden) van zijn verwanten afgesplitst. Er zijn Pleistocene fossielen bekend. Op Cyprus zijn naast deze muis nog andere endemische zoogdieren bekend, namelijk het nijlpaard Phanourios minutus, de olifant Elephas cypriotes en de genetkat Genetta cf. plesictoides (de lokale stekelmuis, Acomys nesiotes, is mogelijk geïntroduceerd).
Net als andere Mus-soorten heeft de Cyprusmuis een bruine rug en een witte buik. De handen en voeten en delen van het lichaam zijn roze. Achter de grote oren zitten witte haren. Ook de ogen zijn groot, en de staart is lang. De kop-romplengte bedraagt 75 tot 91 mm, de staartlengte 63 tot 87 mm, en de staartlengte is 99 tot 119% van de kop-romplengte. Vrouwtjes hebben 3+2=10 mammae. Het karyotype bedraagt 2n=40, FN=40, met een relatief groot Y-chromosoom.